# Green Lake (hrabstwo Green Lake)
Green Lake – miasto w Stanach Zjednoczonych, w stanie Wisconsin, w hrabstwie Green Lake.